# Ethniki Odos 3
Die Ethniki Odos 3 (Abkürzung: EO3, griechisch Εθνική Οδός 3 ‚Nationalstraße 3‘) ist eine Straße auf dem Festland von Griechenland, die von Niki an der nordmazedonischen Grenze im Norden nach Süden zur Stadt Elefsina an der Küste des Saronischen Golfs im Westen von Athen verläuft. Sie ist eine wichtige Nord-Süd-Verbindung und hat eine Länge von ca. 500 km. Ein Abschnitt der Nationalstraße 3 von Kozani nach Ptolemaida ist als Autobahn 27 (A27) ausgebaut und entsprechend ausgeschildert, ein weiterer Teil der Nationalstraße 3 (Domokos-Lamia) wird durch die im Bau befindliche Autobahn 3 (A3) nach deren Fertigstellung ersetzt.

## Verlauf

### Nordabschnitt (Florina, Kozani)
Die Nationalstraße 3 beginnt an der nordmazedonischen Grenze bei Niki im Regionalbezirk Florina und verläuft zunächst südlich bis zur Stadt Florina. Von dort aus vereint sie sich mit der EO2 und führt nach Westen zum kleinen Dorf Vevi. Bei Vevi richtet sich die Nationalstraße 3 nach Süden, passiert den Berg Mala Reka östlich und westlich den Petres-See, zur Ortschaft Amyndeo. Südlich von Amynteo zweigt die Nationalstraße 3 von der Nationalstraße 2 erneut nach Süden ab und führt durch das griechische Braunkohle- bzw. Lignit-Revier nach Ptolemaida im Regionalbezirk Kozani. Ptolemaida wird im Westen zwischen der Stadt und einem Lignit-Tagebau umgangen. Auf dem Teilstück zwischen Amyndeo und Ptolemaida-Süd ist die Nationalstraße 3 als zweispurige Straße mit jeweils einem Standstreifen und kreuzungsfreien Anschlüssen ausgebaut. Ab der Anschlussstelle Ptolemaida-Süd verläuft die GR-EO3 über Pontokomi nach Kozani Dieser Abschnitt ist als Autobahn 27 ausgewiesen und mit getrennten Richtungsfahrbahnen mit jeweils zwei Fahrstreifen ohne Standspur ausgebaut. Im Norden von Kozani kreuzt die Nationalstraße 3 als Autobahn 27 die Autobahn 2 (E 90). Sie verläuft nach der Kreuzung mit der Autobahn 2 weiter nach Süden durch die Stadt Kozani. Der Ausbau und die Ausweisung als Autobahn 27 endet vor Eintritt in die Stadt Kozani. Nach Passage der Stadt Kozani innerorts verläuft die Nationalstraße 3 gerade in Richtung auf die Nordküste des Aliakmonas-Stausees (Polyfytos-See). Der Aliakmonas-Stausee wird durch die Servia-Brücke überquert.

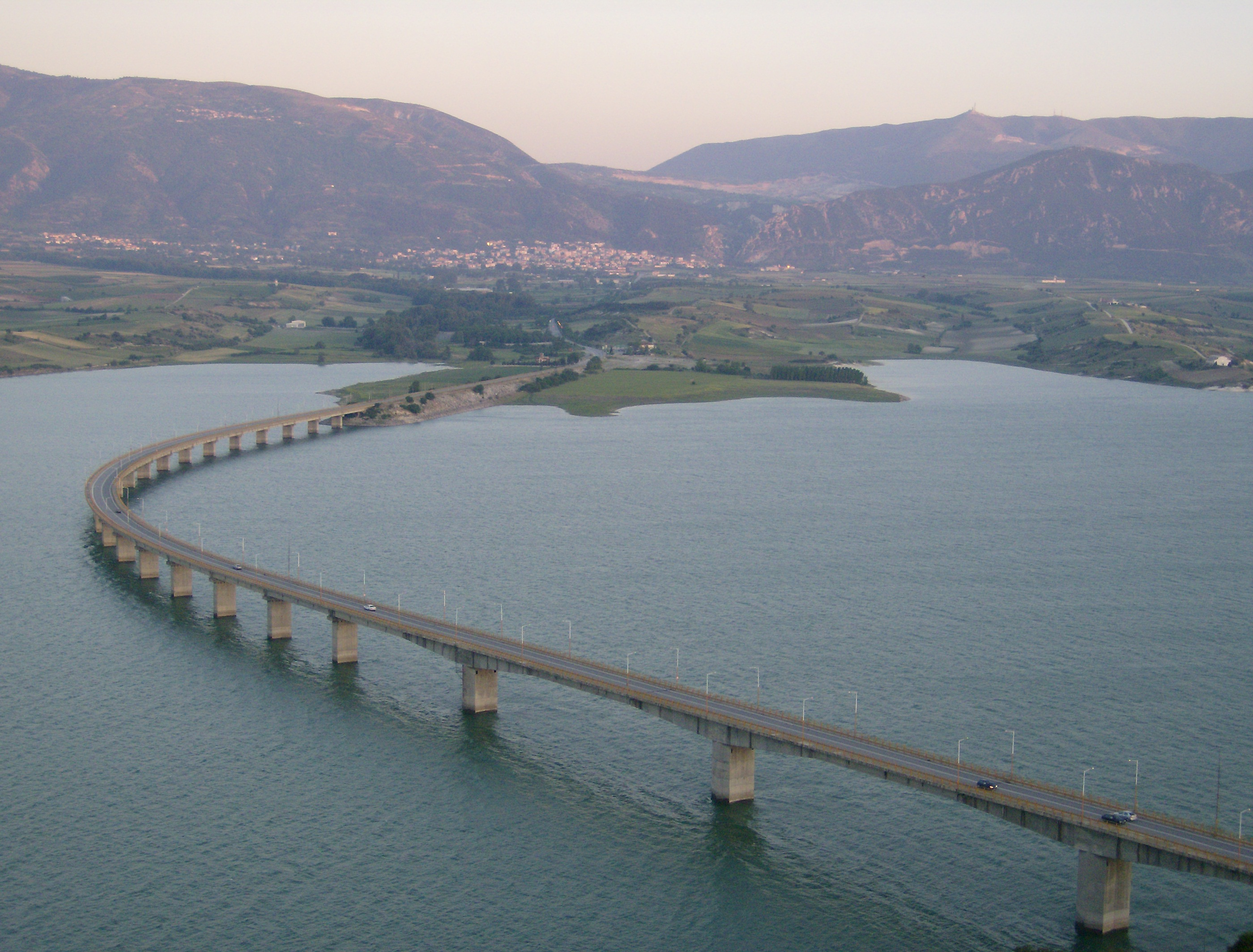
Servia-Brücke der Nationalstraße 3 über den Polyfytos-See (Aliakmonas-Stausee) südlich von Kozani und nördlich von Servia.

Ab der Südküste des Aliakmonas-Stausees nach Passage der Kleinstadt Servia werden die Bergmassive Kamvounias (Westen) und Schapka bzw. Titaros (Osten) mit einer kurvenreichen Route nach Südosten bis zur Stadt Elassona mittels des Sarandaporos-Pass passiert. Dabei wird der Regionalbezirk Kozani verlassen und der Regionalbezirk Larisa betreten.

### Mittelabschnitt (Larisa, Fiotida)
Nach Erreichen des Regionalbezirks Larisa führt die Nationalstraße 3 am Westfuß des Olymp-Massivs nach Elassona. Von dort aus schwenkt sie weiter nach Südost-Ost und erreicht am Nordrand der thessalischen Tiefebene die Stadt Larisa. Eine Umgehungsstraße führt die Nationalstraße 3 um Larisa herum und schwenkt sie auf Südkurs nach Farsala ein. Von Farsala aus biegt die Nationalstraße 3 nach Westen, um in einem Tal östlich des Berges Koumaros die thessalische Tiefebene zu verlassen und über Domokos und den Pass Stena Fourkas über die Bergkette im Norden von Lamia die Stadt Lamia am Maliakos Golf zu erreichen. Der Abschnitt Domokos-Lamia wird zukünftig durch die in Bau befindliche Autobahn 3 ersetzt werden.
Sie durchquert die Stadt Lamia und verläuft geradeweg nach Süden an der Westflanke des Berges Iti (Oiti) entlang zur Ortschaft Vralos. Von Vralos aus schwenkt die EO3 in südöstliche Richtung und verläuft südlich des Flusses Kifisos zur Ebene von Böotien (Viotia).

### Südabschnitt (Viotia, Attiki)
Bei Eintritt in die Ebene von Viotia verläuft die Nationalstraße 3 im Norden der Stadt Livadia weiter nach Südosten am Südrand der Ebene. Sie erreicht in gleicher Richtung führend die Stadt Thiva und führt in diese hinein. In der Stadt Thiva wendet sich die Nationalstraße 3 strikt nach Süden und läuft geradewegs auf die Stadt Erythres zu. Erythres wird in einem Westbogen umgangen. Anschließend schlängelt sich die Nationalstraße 3 durch ein Tal zwischen den Bergen Lestori (Westen) und Pastra Oros (Osten) hindurch wieder nach Südosten auf die Stadt Inoi (Ini). Diese wird durchquert, bevor die Nationalstraße 3 wieder nach Süden zeigt und an der Ostflanke des Berges Makron Oros verläuft. In der Ortschaft Paleochori schwenkt die Nationalstraße 3 nach Südosten und steigt über Villari und Mandra zu ihrem Endpunkt in Elefsina am Saronischen Golf im Westen von Athen ab. Ab Thiva bildet sie zugleich die Europastraßen 962.

## Streckenabschnitte, Ausbau
Der überwiegende Teil der Nationalstraße 3 ist eine 2-spurige Landstraße mit Gegenverkehr. Insbesondere in den Gebirgs- und Passabschnitten ist die Straße in diesem Ausbauzustand vorzufinden. Allerdings finden in den letzten Jahren umfangreiche Maßnahmen zur Verbesserung der Straße statt. Hierbei wurden bestimmte Teilstrecken ausgebaut:
- Florina – Vevi – Amyndeo – Anschlussstelle Ptolemaida-Süd

ausgebaut mit 2 Spuren bei Gegenverkehr, je 1 Standstreifen und bei Gebirgsabschnitten 1 Kriechspur
- Anschlussstelle Ptolemaida-Süd – Autobahnkreuz Kozani-Nord (A2)

- Kozani – Aiani (Eani) / Aliakmonas-Stausee

ausgebaut mit 2 Spuren bei Gegenverkehr, je 1 Standstreifen und bei Gebirgsabschnitten 1 Kriechspur
- Larisa (Westumgehung)

ausgebaut mit 2 Spuren bei Gegenverkehr, je 1 Standstreifen und bei Gebirgsabschnitten 1 Kriechspur
- Lamia

ausgebauter Abzweig zur Autobahn 1 (A1) (E 75)

## Europastraßen
Die EO3 führt anteilig auf ihrer Route folgende Europastraßen mit sich:
- E 65 : Niki – Florina – Kozani – Larisa – Lamia – Paleochori
- --- : Paleochori – Thiva
- E 962: Thiva – Elefsina

Darüber hinaus entspricht auf dem Streckenabschnitt von Florina nach Amyndeo die EO3 der EO2 (oder umgekehrt) und ist somit E 86.

## Sehenswürdigkeiten

### Unmittelbar an der Nationalstraße 3
Folgende Sehenswürdigkeiten finden sich unmittelbar (max. 5 km Abstand) an der Nationalstraße 3:
- Florina – Antikes Florina
- Amyndeo – Antikes Petres
- Ptolemaida – Griechisches Lignit-Revier
- Kozani – Altstadt
- Aliakmonas-Stausee
- Theben – Antikes Theben

### In Abstand zur Nationalstraße 3
Folgende Sehenswürdigkeiten finden sich unmittelbar (max. 40 km Abstand) an der Nationalstraße 3:
- Platea (Platees) – Antikes Schlachtfeld Platea (479 v. Chr. – Griechenland vs. Persien)
- Distomo – Schauplatz eines Kriegsverbrechens im Zweiten Weltkrieg
- Thermopylen – Schauplatz der antiken gleichnamigen Schlacht
- Florina – Prespasee und Kleiner Prespasee
- Athen – Akropolis